# Schafretter
Der Schafretter oder auch Vorfallbügel ist ein veterinärmedizinisches Instrument und dient der Prophylaxe von Scheidenvorfällen bei Schafen.

## Zweck
Bei einer bevorstehenden Geburt kann es durch die Gewebeschwäche zu einem vollständigen Scheidenvorfall kommen. Auch ein Mastdarmvorfall kann hinzukommen. Der Schafretter hat die Form eines Bügels, wird in die Scheide des Schafes eingeführt und an den Bügelenden mit Schnüren am Fell befestigt. Dadurch verhindert er ein Rezidiv, wie es z. B. bei Bindegewebsschwäche oder auch durch zu starken Druck beim Pressen während der Geburt entstehen kann. Bei einer Bindegewebsschwäche handelt es sich meist um eine erbliche Veranlagung, sie kann aber auch durch eine vorangegangene schwere Geburt entstanden sein. Der Schafretter kommt nur bei leichteren Fällen zur Anwendung.